# Ulagcsi kán
Ulagcsi (mongolul Улагчи, 1246 körül – 1257) az Arany Horda és a Kék Horda kánja körülbelül egy évig.

## Élete
Szártak kán 1256-os halála után Möngke nagykán az ő tízéves fiát (más források szerint Batu kán fia), Ulagcsit erősítette meg a Dzsocsi-ulusz fölötti káni méltóságban. Nagykorúságáig anyja, Borakcsin-katun volt hivatott a régensi teendőket ellátni. Ulagcsi azonban néhány hónap elteltével meghalt. Elképzelhető, hogy az ő és apja halálában (aki szintén alig egy évig viselte a káni címet) szerepet játszott Berke, Batu öccse, aki a szokásjog alapján magát tartotta jogos örökösnek. Borakcsin megpróbált támogatást szerezni másik fia, Tode Möngke káni kinevezéséhez, de sikertelenül, ezért Hülegü kánhoz indult Perzsiába, ám Berke útközben feltartóztatta és kivégeztette.
Más szerzők szerint Ulagcsi lemondott és ő azonos azzal az Ulagcsival, akit később Berke Oroszországba küldött.

## Fordítás
Ez a szócikk részben vagy egészben  a(z)   Улагчи című orosz Wikipédia-szócikk ezen változatának fordításán alapul.  Az eredeti cikk szerkesztőit annak laptörténete sorolja fel. Ez a jelzés csupán a megfogalmazás eredetét és a szerzői jogokat jelzi, nem szolgál a cikkben szereplő információk forrásmegjelöléseként.